# جودي هو
جودي هو (بالإنجليزية: Judy Ho)‏ هي عالمة نفس أمريكية، ولدت في القرن العشرين في تايبيه في تايوان.

## وصلات خارجية
- الموقع الرسمي
- جودي هو على موقع IMDb (الإنجليزية)
- جودي هو على موقع قاعدة بيانات الفيلم (الإنجليزية)